# Шаимов, Шади
Шади (Шады) Шаимов (1925 — 28 июня 1944) — советский военный, Герой Советского Союза, красноармеец, автоматчик 2-го стрелкового батальона 1266-го стрелкового полка 385-й стрелковой дивизии 50-й армии 2-го Белорусского фронта, участник Великой Отечественной войны.

## Биография
Родился в 1925 году в кишлаке Арабон, ныне Шахрисабзского района Кашкадарьинской области Узбекистана в семье крестьянина. Узбек. Окончил 5 классов. Работал в колхозе.
В сентябре 1943 года призван в Красную Армию Шахрисабзским райвоенкоматом Узбекской ССР. На фронте с января 1944 года. Воевал в составе 1266-го стрелкового полка 385-й стрелковой дивизии. Отличился в боях за освобождение Белоруссии.
27 июня 1944 года 2-й стрелковый батальон 1266-го стрелкового полка 385-й стрелковой дивизии преследовавший противника получил задачу форсировать реку Днепр в районе деревни Дашковка Могилёвского района Могилёвской области и удерживать переправу до подхода основных сил. Ожесточённый огонь противника не дал возможности батальону подойти вплотную к реке. Автоматчик 2-го стрелкового батальона 1266-го стрелкового полка красноармеец Шаимов добровольно с группой товарищей вызвался переправиться на правый берег. Захватив с собой автомат и гранаты, одним из первых бросился в реку и под ураганным огнём достиг правого берега. Заметив смельчаков, противник выслал группу автоматчиков с тем, чтобы уничтожить переправившихся. Шаимов, благодаря исключительной стойкости, в течение дня отбивал контратаки мелких групп противника. К концу дня, обнаружив огневые точки противника, открыл по ним огонь, в результате чего в рядах врага возникло замешательство и уменьшился обстрел им боевых порядков батальона, находившегося на левом берегу реки. Воспользовавшись ослаблением обстрела со стороны противника, командование батальона повело роты на форсирование Днепра, присоединившись к первой переправившейся роте, Шаимов бросился на штурм вражеских укреплений и в рукопашной схватке из своего оружия и гранатами уничтожил 13 немецких солдат. В бою за расширение плацдарма в рукопашной схватке Шаимов был тяжело ранен и 28 июня 1944 года скончался. Указом Президиума Верховного Совета СССР от 24 марта 1945 года за образцовое выполнение боевых заданий командования на фронте борьбы с немецко-фашистскими захватчиками и проявленные при этом мужество и героизм красноармейцу Шаимову Шади присвоено звание Героя Советского Союза с вручением ордена Ленина и медали «Золотая Звезда» посмертно.
Герой был похоронен на месте боя, в 3-х километрах восточнее деревни Дашковка Могилёвского района Могилёвской области Белоруссии. В мае 1945 года перезахоронен в братской могиле в деревне Дашковка в Могилёвской области.

## Награды
- Медаль «Золотая Звезда» Героя Советского Союза (24.03.1945)[3][4];
- орден Ленина (24.03.1945).

## Память
- В городе Шахрисабз установлен бюст героя, его именем названа улица.
- Имя Героя высечено золотыми буквами в зале Славы Центрального музея Великой Отечественной войны в Парке Победы города Москва.